# 松下道蔵
松下 道蔵（まつした みちぞう、1888年〈明治21年〉10月8日 - 1961年〈昭和36年〉10月25日）は、日本の実業家、政治家。鳥取県西伯郡境町長（第16代）。境町会議員。

## 経歴
鳥取県西伯郡境町栄町（現境港市）出身。中学校では学術優秀で、常に各級の首席を占める。石油、金物商を営む。また境港合同運送社長、岡田回漕店、境港合同運送各取締役、境實業新報監査役をつとめる。
1941年6月から同年8月まで境町長をつとめる。戦後、公職追放を受ける。

## 人物
「境町の風習」、「八幡通りの変遷」を絵付きで書き残す。蔵書も多く、読書家であった。

## 家族
父松下哲成（鉄、石油商）は、第8代境町長。妻は岡田汽船社長岡田庄作の二女。養子がいる。